# Rádio Lagoa
A Rádio Lagoa é uma estação de rádio local com sede na cidade de Lagoa, na região do Algarve, em Portugal. É detida pela empresa Lagoanima – Empresa Radiofónica e de Comunicação de Lagoa, L.da. Utiliza dois emissores que se encontram em Ferragudo e em Porches. Emite em FM nas frequências 99.4 MHz e 100.0 MHz.